# West Ham Charity Cup

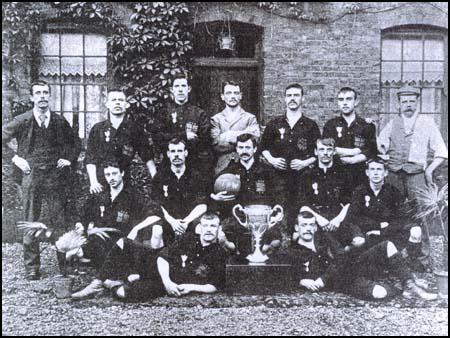
Thames Ironworks 1896 med West Ham Charity Cup.

West Ham Charity Cup var en årlig amatörfotbollsturnering med lag från West Ham och det omgivande området, ett område av Essex som nu är en del av London. Endast spelare som bodde lokalt var tävlingsberättigade. Tävlingen grundades som West Ham Hospital Cup 1885 av George Hay, borgmästare i West Ham, för att samla in pengar till det lokala sjukhuset och pågick till 1931.

## Historia
Tre av lagen i turneringen 1895–96 var Barking, Park Grove och Thames Ironworks, som senare skulle bli West Ham United. I en semifinal i Plaistow slog Thames Ironworks Park Grove med 1–0. Park Grove protesterade mot det tekniska och tvingade fram en omspelning på Beckton Road, som The Ironworks vann med 3–0. Thames Ironworks mötte Barking i finalen den 21 mars 1896 på Old Spotted Dog Ground, som slutade 2–2. Matchen spelades om en vecka senare, även då med oavgjorda resultatet 0–0. Finalen spelades om en sista gång den 20 april 1896 och Ironworks vann med 1–0.
Tre av lagen i turneringen 1896–97 var Manor Park, West Ham Garfield och de försvarande mästarna, Thames Ironworks, som slog Manor Park i semifinalen och förlorade finalen den 20 mars 1897 med 0–1 mot Garfield.  Thanes Ironworks blev senare West Ham United.
I april 1902 vann Clapton Orient turneringen genom att slå Clapton 1–0. 
Clapton har vunnit tävlingen sex gånger.
Turneringen hölls inte mellan 1915 och 1918.

## Segrare
| Säsong    | Segrare                     | Resultat                          | Tvåa                        | Stadium                                                            | Ref   |
| --------- | --------------------------- | --------------------------------- | --------------------------- | ------------------------------------------------------------------ | ----- |
| 1887–88   | Ilford                      | 3-0                               | Woodville                   | Old Spotted Dog Ground                                             |       |
| 1888–89   | Ilford                      | 1-1 Omspel: 2-1                   | Clapton                     | Old Spotted Dog Ground                                             |       |
| 1889–90   | Clapton                     | 1-0                               | Ilford                      | Old Spotted Dog Ground                                             |       |
| 1890–91   | Ilford                      | 2-1                               | Clapton                     | Old Spotted Dog Ground                                             |       |
| 1891–92   | Ilford                      | 4–0                               | Upton Park                  | Old Spotted Dog Ground                                             |       |
| 1892–93   | Castle Swifts               | 4–2                               | Woodville                   | Old Spotted Dog Ground                                             | [ 1 ] |
| 1893–94   | Woodville                   | 1–0                               | St Lukes                    |                                                                    |       |
| 1894–95   | Woodville                   | 4–2                               | St Lukes                    | Old Spotted Dog Ground                                             |       |
| 1895–96   | Thames Ironworks            | 2-2 Omspel: 0-0 Andra omspel: 1-0 | Barking                     | Old Spotted Dog Ground (2x), St. Luke's F.C. ground (andra omspel) |       |
| 1896–97   | West Ham Garfield           | 1-0                               | Thames Ironworks            | Old Spotted Dog Ground                                             | [ 1 ] |
| 1897–98   | West Ham Garfield           | 1-0                               | Ilford                      |                                                                    |       |
| 1898–99   | Ilford                      | 4-0                               | West Ham Garfield           | Old Spotted Dog Ground                                             |       |
| 1899–1900 | Woodford                    | 3-0                               | Ilford                      | Leytonstone ground                                                 |       |
| 1900–01   | Woodford                    | 1-0                               | Leyton                      |                                                                    |       |
| 1901–02   | Clapton Orient              | 1-0                               | Clapton                     | Old Spotted Dog Ground                                             |       |
| 1902–03   | Clapton                     | 2-0                               | Clapton Orient              | Old Spotted Dog Ground                                             |       |
| 1903–04   | Clapton                     | 3-0                               | Woodford                    | Old Spotted Dog Ground                                             |       |
| 1904–05   | Romford                     | 2-0                               | Clapton                     | Old Spotted Dog Ground                                             |       |
| 1905–06   | Wanstead                    | 2-0                               | Clapton                     | Old Spotted Dog Ground                                             |       |
| 1906–07   | Clapton                     | 2-1                               | Leytonstone                 | Old Spotted Dog Ground                                             |       |
| 1907–08   | Clapton                     | 4-3                               | Romford                     | Old Spotted Dog Ground                                             |       |
| 1908–09   | Romford                     | 4-1                               | Leytonstone                 | Old Spotted Dog Ground                                             |       |
| 1909–10   | Leytonstone                 | 4-0                               | Romford United              |                                                                    |       |
| 1910–11   | Romford United              | 3-2                               | Leytonstone                 | Old Spotted Dog Ground                                             |       |
| 1911–12   | Custom House                | 2-0                               | Romford Town                | Old Spotted Dog Ground                                             |       |
| 1912–13   | Leytonstone                 | 3-2                               | Custom House                | Old Spotted Dog Ground                                             |       |
| 1913–14   | Leytonstone                 | 4-1                               | Clapton                     | Old Spotted Dog Ground                                             |       |
| 1914–15   | Leytonstone                 | 1-0                               | Clapton Res.                | Old Spotted Dog Ground                                             |       |
| 1915–1918 | Inga turneringar anordnades | Inga turneringar anordnades       | Inga turneringar anordnades | Inga turneringar anordnades                                        |       |
| 1918–19   | Leytonstone                 | ?-?                               | Clapton                     | Leytonstone ground                                                 |       |
| 1919–20   | Barking Town                | 4-1                               | Leytonstone                 | Leytonstone ground                                                 |       |
| 1920–21   | Barking Town                | 6-1                               | Leytonstone                 | Old Spotted Dog Ground                                             |       |
| 1921–22   | Barking Town                | 2-1                               | Great Eastern Railway       | Old Spotted Dog Ground                                             |       |
| 1922–23   | Custom House                | 1-0                               | Barking Town                |                                                                    |       |
| 1923–24   | Clapton                     | 4-1                               | Custom House                | Old Spotted Dog Ground                                             |       |
| 1924–25   | Clapton                     | 2-1                               | Barking Town                | Old Spotted Dog Ground                                             |       |
| 1925–26   | Clapton v Barking Town      | 0-0                               |                             |                                                                    |       |
| 1926–27   | ?                           | ?                                 |                             |                                                                    |       |
| 1927–28   | ?                           | ?                                 |                             |                                                                    |       |
| 1928–29   | Leytonstone                 | 3-1                               | Custom House                |                                                                    |       |
| 1929–30   | Leyton                      | 3-0                               | Leytonstone                 |                                                                    |       |
| 1930–31   | Leyton Res.                 | 1-0                               | Clapton Res.                | Leyton                                                             |       |